# 1971 na informática

## Eventos
- 15 de novembro - Intel lança o primeiro microprocessador do mundo, o Intel 4004.

## Nascimentos
| Data       | Nome            | Profissão                                         | Nacionalidade  | Observações | Ref |
| ---------- | --------------- | ------------------------------------------------- | -------------- | ----------- | --- |
| 9 de julho | Marc Andreessen | um dos criadores do Mosaic e fundador do Netscape | Estados Unidos |             |     |

## Mortes
| Data | Nome | Profissão | Nacionalidade | Observações | Ref |
| ---- | ---- | --------- | ------------- | ----------- | --- |
|      |      |           |               |             |     |